# المغرب الفاسي
المغرب الرياضي الفاسي هو نادي رياضي مغربي من ثاني أكبر مدن المغرب وأقدمها مدينة فاس، هو من الأندية العريقة في الكرة المغربية، والإفريقية. يُعرف أكثر في رياضة كرة القدم وكرة السلة. تأسس عام 1946. يلعب في البطولة الاحترافية المغربية، وعاد سنة 2020 إلى القسم الأول بعد نزوله سنة 2016. ألوان الفريق الأصفر والأسود. عبر تاريخه كان المغرب الفاسي يلعب دائما دورًا هامًا في تطوير الكرة المغربية.
قبل الاستقلال كان المغرب الفاسي أول فريق يصل إلى دور النهائي من كأس فرنسا، والتقى بالفريق الكبير آنذاك ريد ستار.
بعد الاستقلال وفي أول بطولة منظمة تحت رعاية الجامعة الملكية المغربية لكرة القدم في أكتوبر 1956 كان المغرب الفاسي من الأوائل الدين كسبوا مكانتهم ضمن الأقوياء، ولم تودعها إلا سنة 1995 لتعود إليها بعد سنتين لكن كان النزول مرة ثانية سنة 2004.

## تاريخ النادي

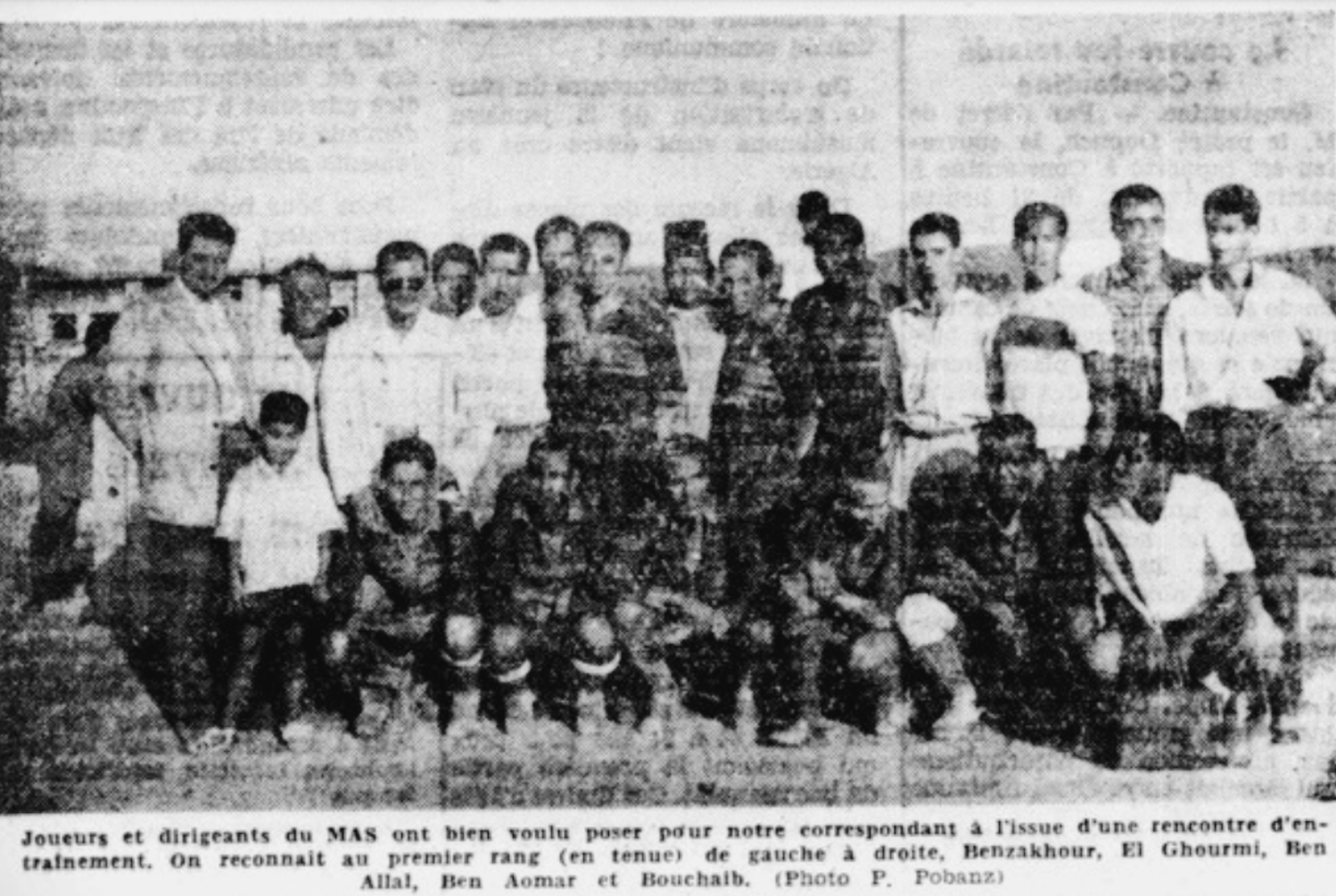
فريق المغرب الفاسي في عام 1955

المغرب الفاسي، المعروف أيضًا باسم "الماص"، هو أحد أعرق الأندية الرياضية في المغرب. تأسس النادي في 16 سبتمبر 1946 على يد الحاج بنزاكور في مدينة فاس. يتمتع المغرب الفاسي بتاريخ طويل ومميز في كرة القدم المغربية، حيث حقق العديد من الإنجازات والبطولات على مر السنين.
و يتميز بقاعدة جماهيرية كبيرة في مدينة فاس وما حولها، ويُعتبر من الأندية التي ساهمت في تطوير كرة القدم المغربية بشكل عام.
كما كان له دور مهم في مقاومة الاستعمار الفرنسي في المغرب. حيث تأسس النادي في فترة الاستعمار الفرنسي، وكان جزءًا من الحركة الوطنية التي استخدمت الرياضة كوسيلة لتعزيز الهوية الوطنية ومقاومة الاستعمار.
النادي لم يكن مجرد مؤسسة رياضية بل كان أيضًا مركزًا للنشاط الوطني والسياسي. العديد من أعضاء النادي ومؤسسيه كانوا نشطاء في الحركة الوطنية التي كانت تسعى للاستقلال. على سبيل المثال، النشاط الرياضي كان يُستخدم كغطاء للاجتماعات والنشاطات التي تهدف إلى تنظيم الجهود ضد الاستعمار.
في تلك الفترة، كانت الأندية الرياضية مثل المغرب الفاسي تُعتبر وسيلة فعالة لتعزيز الروح الوطنية والتأكيد على الهوية المغربية، بعيدًا عن التأثيرات الثقافية والسياسية الاستعمارية. لذلك، يمكن القول إن المغرب الفاسي كان له دور مهم في مقاومة الاستعمار، ليس فقط من خلال الرياضة ولكن أيضًا كمنصة للنشاط الوطني.
و منذ تأسيس البطولة المغربية سنة 1956 كسب المغرب الفاسي مكانته مع الأقوياء ونافسهم على بطولة الدوري المغربي، فكان هذا أول فريق يلعب بالدوري المغربي فريق تأسس من الطلبة ومن لاعبين مارسوا مع المستعمرين الفرنسيين، ما هي إلّا سنوات قليلة وبالضبط سنة 1960 حيث تم تكوين أول فريق للمغرب الفاسي له جميع خصائص الفريق المستقل، أي مكتب ورئيس وموارد مالية التي وفرها له أغنياء المدينة فتظافرت الجهود ولم تمر إلا سنوات قليلة حتى صنع أول لقب وكان ذلك سنة 1965 عن طريق لاعبين نحتوا أسماؤهم على الكرة الفاسية والذين لم يحالفهم الحظ في سنوات 1966 و 1971 و 1974 بعد خسارتهم لنهائي كأس العرش المغربي ليعود بعد ذلك ويرد الدين ويفوز بلقب البطولة الوطنية سنة 1979 من فريق كون نصف المنتخب الوطني كالهزاز وليمان والتازي والزهراوي ليأتي بعدهم جيل الثمانينات الذي حقق الفوز بلقب كأس العرش أول مرة سنة 1980 مباشرة بعد الفوز باللقب سنة 1979 ويزيد خزانة المغرب الفاسي بلقبين متتالين للبطولة الوطنية الأول سنة 1983 والثاني سنة 1985.

## سجل بطولات النادي
|  | البطولات                    | عدد الألقاب | سنوات الألقاب          |
|  | --------------------------- | ----------- | ---------------------- |
|  | البطولة الوطنية المغربية    | 4           | 1965، 1979، 1983، 1985 |
|  | كأس العرش                   | 4           | 1980، 1988، 2011،2016  |
|  | كأس الكونفيدرالية الأفريقية | 1           | 2011                   |
|  | كأس السوبر الأفريقي         | 1           | 2011                   |

- الدوري المغربي الممتاز :
  - البطل : 1965، 1979، 1983، 1985

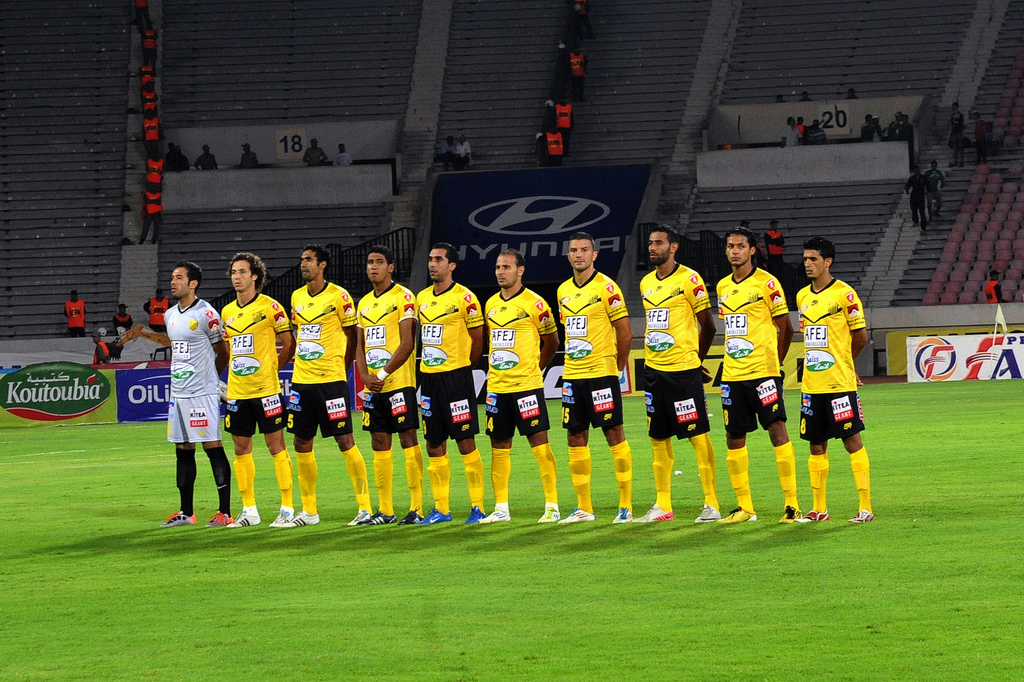
المغرب الفاسي سنة 2011 والمتوج بكأس العرش المغربي وكأس الكونفدرالية الإفريقية وكذلك كأس السوبر الإفريقي في 2012.

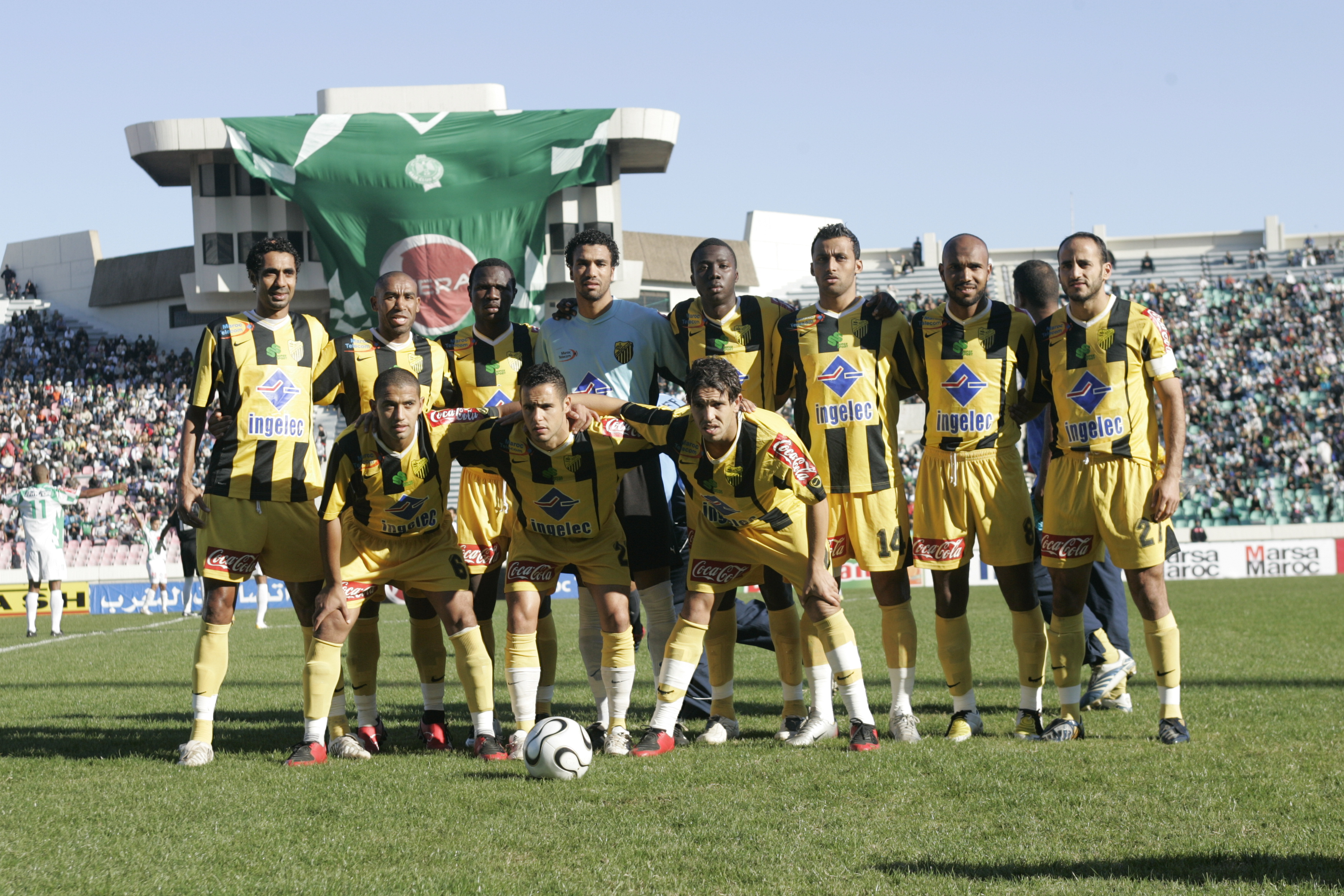
المغرب الرياضي الفاسي سنة 2008 بملعب محمد الخامس.

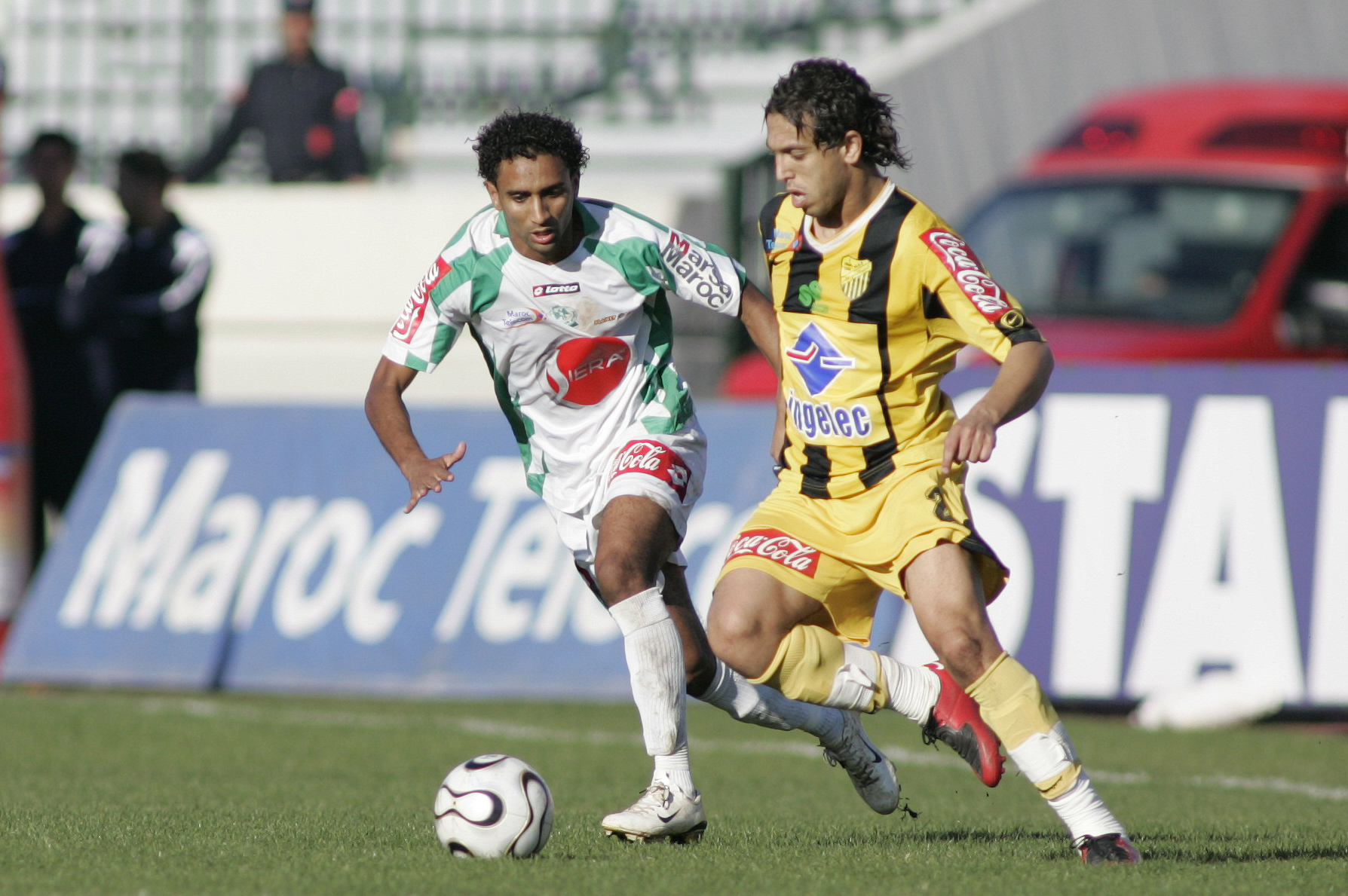
مشهد من مباراة المغرب الفاسي ضد الرجاء الرياضي سنة 2008 برسم البطولة المغربية بملعب محمد الخامس.

  - الوصيف : 1961، 1969، 1973، 1975، 1978، 1989، 2011
- الدوري المغربي القسم الثاني :
  - البطل : 1953، 1997، 2006
  - الوصيف : 1955، 2020
- كأس العرش :
  - البطل : 1980، 1988، 2011، 2016
  - الوصيف : 1966، 1971، 1974، 1993، 2001، 2002، 2008، 2010
- كأس السوبر :
  - البطل : 1965

## قميص النادي
| الطقم التاريخي للنادي بعد تغيير ألوان الفريق إلى الأصفر والأسود بداية الستينات . |

## شعار النادي

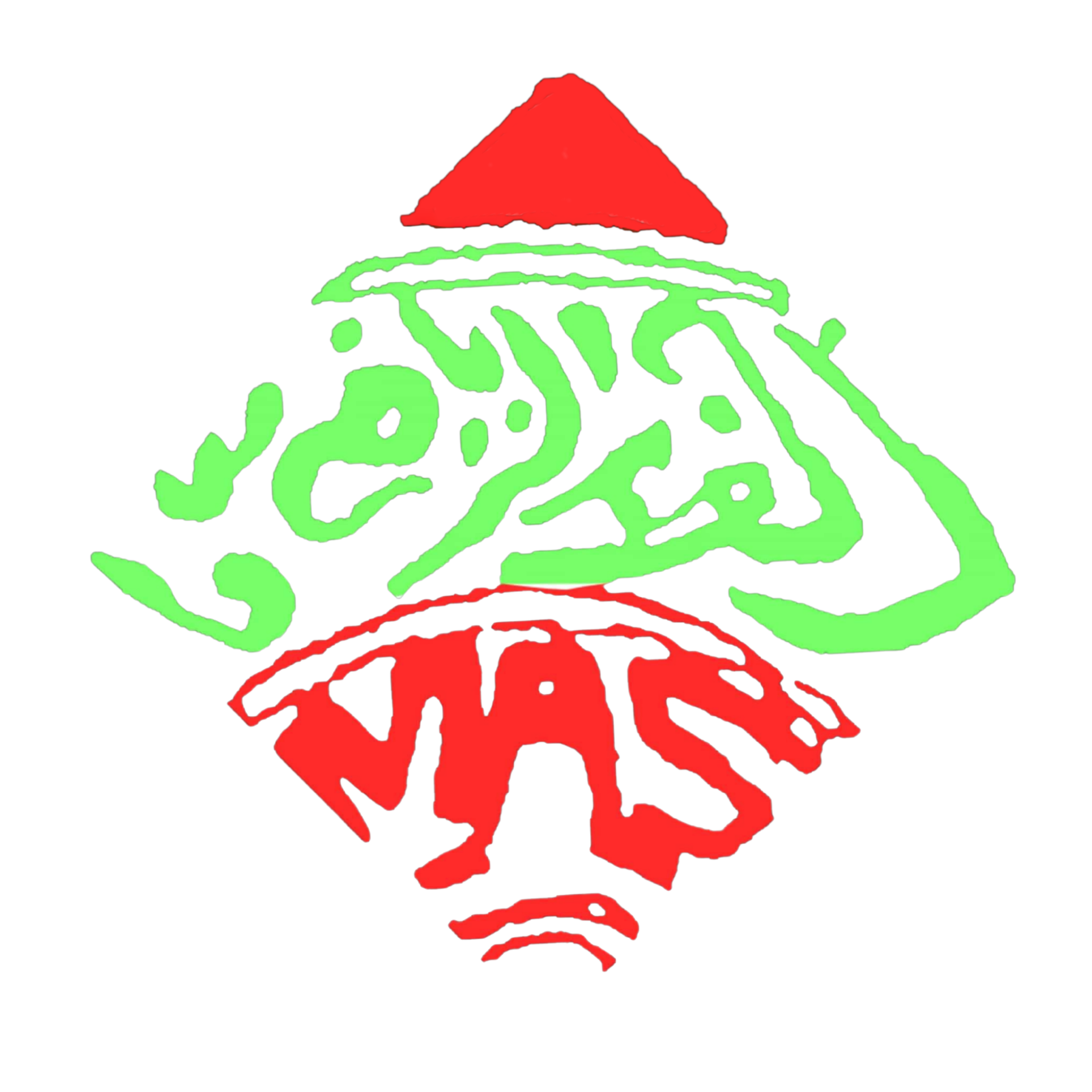
شعار المغرب الرياضي الفاسي عند تأسيسه سنة 1946

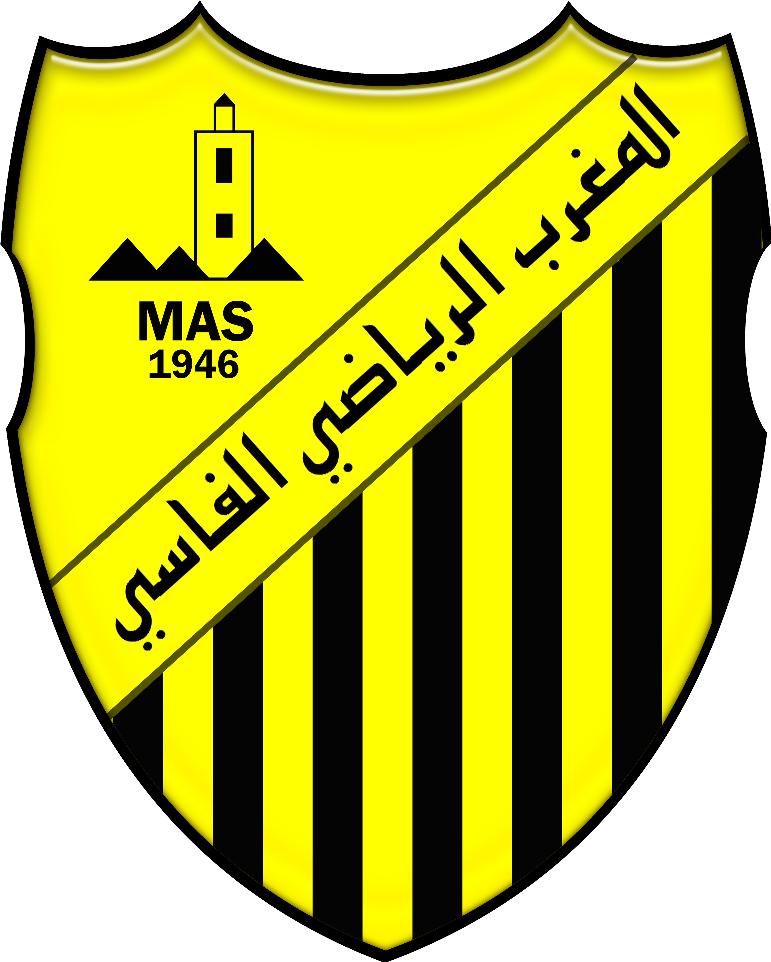
شعار المغرب الرياضي الفاسي منذ سنة 1967

## ملعب النادي
يستقبل الفريق منذ سنة 2007 بملعب فاس الذي يسع 45000 متفرج. انطلق الشروع في بناء المركب الرياضي أوائل عام 1992، وكان من المنتظر أن تنتهي الأشغال به في فبراير 1997، إذ كان مقررا أن يحتضن كأس إفريقيا للشباب إلى جانب الملعب الشرفي لمكناس، إلا أن عدم إتمام الأوراش به حال دون ذلك، بعدما عرفت فترة الإنجاز توقفات وتعثرات عدة نتيجة مشاكل تقنية انضافت إلى الغلاف المالي الأصلي في تمويل المشروع، وهو ما كان قاد مصالح الوزارة الوصية والمجموعة الحضرية لفاس عام 1999 لإيجاد دعم آخر من أجل إتمام المشروع، إذ ساهمت المجموعة الحضرية بثلاثة ملايين أورو، كما ساهمت الوزارة المعنية بثمانية ملايين أورو، فيما كان المبلغ المرصود لإنجاز هذه المعلمة الرياضية التي تبلغ طاقتها الاستيعابية 45 ألف متفرج يقدر بنحو 35 ملايين أورو. تم الانتهاء من أشغال البناء والتجهيز سنة 2003.
- (بالعربية) / فيديو: تقرير عن الملعب الجديد لمدينة فاس

## مدربين تعاقبوا على النادي
| الاسم               | من             | إلى            | المصدر        |
| ------------------- | -------------- | -------------- | ------------- |
| طارق السكتيوي       | 25 يوليوز 2023 |                | [ 5 ] [ 6 ]   |
| "عمر حاسي"          | 22 أبريل 2023  | 2023           | [ 7 ]         |
| "عزيز بنعسكر"       | 2 فبراير 2023  | 18 أبريل 2023  | [ 8 ]         |
| عبد الرحيم شكيليط   | 11 أكتوبر 2022 | 31 يناير 2023  | [ 9 ] [ 10 ]  |
| عبد الحي بنسلطان    | 3 غشت 2021     | 10 أكتوبر 2022 | [ 11 ] [ 12 ] |
| فتحي الجبال         | 15 ماي 2021    | 21 يوليو 2021  | [ 13 ] [ 14 ] |
| ميغيل أنخيل غاموندي | 24 فبراير 2021 | 27 أبريل 2021  |               |
|                     |                |                |               |
|                     |                |                |               |

## لاعبون سابقون
- محمد أمين بورقادي
- خالد فوهامي
- طارق السكتيوي
- عبد الكريم قيسي
- عبد السلام بن جلون
- حمزة أبو رزوق
- مصطفى المراني
- حميد الهزاز
- أنس الزنيتي
- العربي مويسة
- عصام الراقي
- لويس جيفيرسون إيشير
- إسماعيل كوحا
- شمس الدين الشطيبي